# Asirska vojska
Asirska vojska bila je u središtu svih područja života u Asiriji.
Asirija je bila bitno vojnička država, a cjelokupno je državno ustrojstvo bilo usmjereno na vojsku i ratovanje. Upravo je zbog toga Asirija kroz stoljeća mogla biti vodeća politička sila na drevnom Bliskom istoku. Većina podataka koje imamo potječu iz Novoasirskog Carstva i to iz njegova kasnog razdoblja. Povijesni izvori ne donose točno brojno stanje asirske vojske, premda je u doba Sargona II. morala imati nekoliko stotina tisuća vojnika, no čitava je ta vojska pozivana samo u veće vojne pohode.

## Ustrojstvo asirske vojske
U vojnom ustrojstvu postojala je stroga hijerarhija koja je bila usko povezana s civilnom upravom carstva. Kralj je bio vrhovni zapovjednik vojske, a njemu neposredno podređen bio je vojskovođa (akadski: tartan).
Vojska je bila podijeljena na jedinice različitih vrsta i veličina, no temeljna je jedinica bila »četa« (kisru) od pedeset vojnika. Četu je vodio pedesetnik (rab kisri ili rab hanše). Četa se potom dijelila na desetine. Časnici su nositi žezlo kao znak vlasti.

## Sastav asirske vojske
Najveći dio asirske vojske činilo je pješaštvo, no postojale su i manje jedinice konjice, kočija i građevinske podrške.

### Pješaštvo
Pješaštvo je bilo naoružano kopljima, lukovima, praćkama, bodežima, mačevima, buzdovanima i ratnim sjekirama, a kao zaštita služili su im raznovrsni štitovi. Unutar pješaštva posebnu su skupinu činili streličari. Svaki je od njih bio opremljen vlastitim tobolcem sa strelicama, te lukom čija je dužina bila otprilike jednaka visini čovjeka. Streličari su djelovali u skupinama od tri borca. Uz samoga streličara, tu je bio i kopljonoša koji ga je trebao štititi, te štitonoša koji je trebao štititi svu trojicu.

### Kočije
Lagane kočije s konjskom vučom donijeli su sredinom 2. tisućljeća pr. Kr. na područje Plodnog polumjeseca Indoeuropljani. Zbog svoje velike učinkovitosti, kočije su vrlo brzo postale sastavnim dijelom asirske vojske. Kroz sljedeća stoljeća, poboljšavan je njihov oblik, a s njime i učinkovitost, premda je u osnovi kočija ostajala uvijek isto vozilo s dva kotača, s otvorenim stražnjim dijelom, te s jednim ili dva konja za vuču. U 9. stoljeću pr. Kr. na svakoj je kočiji bio kočijaš i streličar, a kasnije im je pridodan jedan ili dvojica štitonoša. Luk streličara na kočiji bio je znatno manji od onoga streličara u pješaštvu.

### Konjica
Konjica je na Bliskom istoku uvedena tek u 1. tisućljeću pr. Kr., a s njome je asirska vojska bitno dobila na pokretljivosti. Konjica je, zajedno s kočijama, predstavljala elitni dio vojske. Svaki je konjanik bio opremljen malim lukom i kratkim mačem. U 9. stoljeću pr. Kr. obično je istoga konja uzjahivao i štitonoša, radi obrane konjanika i držanja uzda dok je konjanik ciljao. Nakon 9. stoljeća pr. Kr. ovaj štitonoša ponovno nestaje.

## Vrste vojnika
Stalnu vojsku utemeljio je Tiglat-Pileser III. krajem 8. st. pr. Kr. Dotada su ljudi podizani na oružje posebnom odredbom, a takav se način sazivanja vojske nazivao ilku, a svatko je bio obvezan služiti u vojsci kroz određeno razdoblje u godini. S vremenom ilku nije mogao zadovoljiti potrebnu brojnost vojske, pa se prema kraju Asirskog Carstva sve više koriste strane vojske i plaćenici. Sami su Asirci slani po cijelom carstvu, jer su bili njegov najlojalniji čimbenik. Od njih se sastavljala konjica i jedinice s kočijama, dok su stranci i plaćenici činili pješaštvo. Od stranaca najčešće se pojavljuju Aramejci, a kasnije i Grci.
U doba Sargona II. i njegovih nasljednika postojale su tri osnovne vrste vojnika: trajni profesionalni vojnici, ljudstvo koje izvršava svoju obvezu ilku, te dodatni vojnici pozvani za točno određene pohode.
Podizanje vojske bila je odgovornost pedesetnika, a svaki je od njih pod svojim nadzorom imao određeni broj naselja odakle je pozivao ljudstvo. Sâm pedesetnik bio je odgovoran upravitelju provincije.

## Ratna strategija
Slabo je poznata ratna strategija asirske vojske u 2. tisućljeću pr. Kr., no u 9. st. pr. Kr., s kraljevanjem Ašur-nasir-pala II. asirsko vođenje ratova postalo je izuzetno dobro organizirano. Poznato je da su u to doba iza svakog vojnog pohoda postojali opsežni planovi. Ašur-nasir-pal II., Šalmanasar III. i njihovi nasljednici pažljivo su proučavali dugoročne vojne i političke ciljeve, prije nego što su se upustili u vojni pohod.

### Početak pohoda
Asirski je vojni pohod obično počinjao u proljeće, neposredno nakon prestanka zimskih kiša. Glavnina se vojske skupila na unaprijed određenom mjestu, koje nije uvijek morala biti i prijestolnica carstva. Ovdje je kralj pregledao jedinice, a svećenici su obavili potrebne obrede.
Dok je napredovala, pred vojskom su išli stjegonoše, a uz njih svećenici i kralj s osobnom stražom. Za njima su redom išle kočije, potom konjica, pješaštvo i pozadina. Vojsci su se pridruživale jedinice putem kojim je prolazila. Vojska je sa sobom nosila zalihe hrane, većinom sastavljene od ječma, a dijelile su se u dnevnim obrocima. Ipak, prehranjivali su se uglavnom od plodova zemlje kroz koju su prolazili.

### Načini borbe
Asirska borbena strategija uključivala je izravne bitke, opsadno ratovanje i psihološki rat.

#### Izravne bitke
U izravnim bitkama vodila se borba prsa o prsa među pješaštvom koje su pokrivali streličari, kočije i konjica. Posebna taktika, što ju je asirska vojska povremeno koristila, bili su noćni napadi, potom gradnja brana na rijekama kako bi se poplavio neprijateljski logor, te zauzimanje položaja kojim se neprijatelju sprječavao pristup izvorima vode. Glavni cilj svake bitke bilo je ubijanje ili zarobljivanje neprijateljskog vođe, što je bio neposredni znak pobjede.

#### Opsadni i psihološki rat
Asirci su bili osobito uspješni u opsadnom ratovanju, u kojem su izuzetno dobro razvili tehniku, koju će preuzeti i kasnije carske vojske, pa i ona Rimskoga Carstva. Budući da su opsade mogle biti vrlo dugotrajne i skupe, obično se prvo počinjalo sa psihološkim ratom kako bi uvjerili stanovništvo da se bez borbe preda. Jedan od načina bio je i taj da, nakon okruživanja grada, jedan od viših asirskih časnika priđe pod zidine grada i počne nagovarati stanovništvo na predaju. Govorili su jezikom toga stanovništva, pružali im razloge zašto bi im bilo bolje da se suprotstave svojim vođama, otvore vrata grada i predaju ga Asircima. U tom bi im slučaju bilo obećano bolje postupanje.
Ako takva psihološka taktika nije bila uspješna, metode su se drastično mijenjale. Izabiran je jedan od gradova na području koje se željelo osvojiti, a nakon pobjede, narod je ubijan, sakaćen, a kuće i grad spaljeni su do temelja. Žrtvama je derana koža, a njihova osakaćena tijela izložena su pred zidinama grada. Vijest o tome vrlo se brzo širila i unosila strah.

### Iseljavanje stanovništva
Iseljavanje mjesnog stanovništva na osvojenim područjima bilo je također dio ratne taktike. Stanovništvo je preseljavano na područja koja su mu bila u potpunosti nepoznata, čime se onemogućavalo pobune i ustanke protiv asirske vlasti. Usto, ovi su iseljenici ponekad korišteni u građevinskim radovima prilikom obnove asirskih gradova ili u obrađivanju dotad neobrađene zemlje. Nakon uspješnog pohoda, zarobljenici i plijen provedeni su ulicama asirskih gradova, a kralj je prolazio u povorci na kočiji, dok su za njim u lancima išli pokoreni vladari i plemstvo.